# Aurora Cunha
Aurora Cunha (* 31. Mai 1959 in Ronfe bei Guimarães) ist eine ehemalige portugiesische Langstreckenläuferin.
Anfang der 1980er Jahre war sie Portugals beste Bahnläuferin und wurde Sechste im 3000-Meter-Lauf der Olympischen Spiele 1984 in Los Angeles mit dem portugiesischen Rekord von 8:46,37 min. Auch die Landesrekorde über 5000 und 10.000 Meter verbesserte sie auf schließlich 15:06,96 min (4. Juli 1985, Helsinki) bzw. 31:29,41 min (5. Juli 1986, Oslo).
Ab Mitte der 1980er Jahre konzentrierte sie sich auf den Straßenlauf und holte zweimal Gold (1985 und 1986) und einmal Bronze (1989) bei der 15-km-Weltmeisterschaft.
1988 gewann sie den Paris-Marathon. 1989 stellte sie als Dritte des London-Marathons ihre Marathon-Bestzeit mit 2:28:11 h auf. Im selben Jahr wurde sie Zweite beim Tokyo International Women’s Marathon, den sie im Jahr zuvor gewonnen hatte.
1990 gewann sie den Chicago-Marathon, 1991 wurde sie Zweite beim Nagoya-Marathon, und 1992 siegte sie beim Rotterdam-Marathon.